# خيمة هوائية

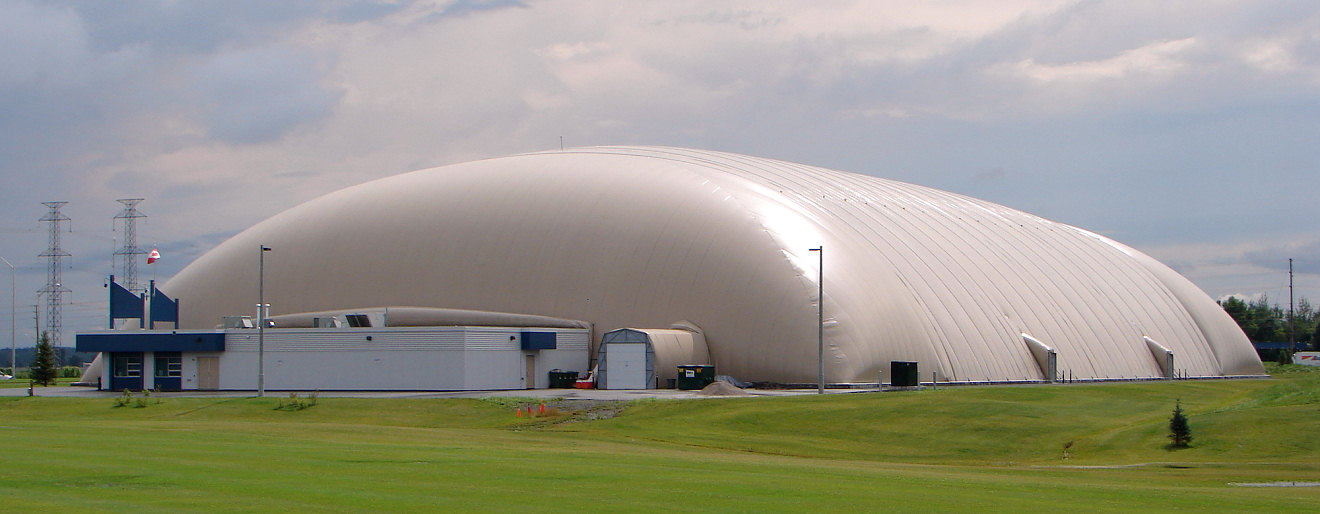
خيمة هوائية

خيمة هوائية، خيمة كبيرة تقام بالضغط الهوائي. هو أي مبنى يستمد سلامته الهيكلية من استخدام الهواء المضغوط الداخلي لتضخيم غلاف مادة مرنة (أي النسيج الهيكلي)، بحيث يكون الهواء هو الدعم الرئيسي للهيكل ، وحيث يكون الوصول عبر غرف معادلة الضغط.
تم تنفيذ المفهوم على نطاق واسع بواسطة دايفيد جيغر مع جناح الولايات المتحدة في إكسبو 70 في أوساكا، اليابان في عام 1970.
عادة ما تكون على شكل قبة، لأن هذا الشكل يخلق الحجم الأكبر لأقل كمية من المواد. للحفاظ على السلامة الهيكلية، يجب أن يكون الهيكل مضغوطًا بحيث يساوي الضغط الداخلي أو يتجاوز أي ضغط خارجي يتم تطبيقه على الهيكل (أي ضغط الرياح). لا يجب أن يكون الهيكل محكم الإغلاق للحفاظ على السلامة الهيكلية - طالما أن نظام الضغط الذي يوفر الضغط الداخلي يحل محل أي تسرب للهواء، فسيظل الهيكل مستقرًا. يجب أن يكون كل الوصول إلى الجزء الداخلي للهيكل مجهزًا بشكل من أشكال قفل الهواء - عادةً إما مجموعتين من الأبواب المتوازية أو الباب الدوار أو كليهما. يتم تأمين الهياكل المدعومة بالهواء بواسطة أوزان ثقيلة على الأرض، أو مثبتات أرضية، أو ملحقة بأساس، أو مزيج من هذه.